# Paolo Rossi (attore)
Paolo Rossi (Monfalcone, 22 giugno 1953) è un attore, comico, cabarettista, conduttore televisivo, cantautore, drammaturgo e regista italiano.

## Biografia
Suo padre, Nello Rossi (noto anche come Lionello Rossi-Kobau, 1926-2020) combatté volontario per la RSI. Durante l'adolescenza si trasferisce a Ferrara dove consegue il diploma di perito chimico. Milanese d'adozione, Paolo Rossi spazia da trent'anni dai club ai grandi palcoscenici, dal teatro tradizionale al cabaret, dalla televisione al tendone da circo. Il suo stile è caratterizzato dall'immergersi appieno nelle tematiche dell'attualità e dalla rappresentazione dei classici antichi e moderni: da Shakespeare a Molière a Bertolt Brecht e Orazio, all'amatissima commedia dell'Arte. Ha raccontato ad una trasmissione radiofonica di Radio 2 di aver prestato servizio militare nei pressi di Torino in un battaglione di carristi - egli stesso era al comando di un carro armato - e di essersi congedato da sergente; i commilitoni lo chiamavano "caporale Biancaneve".

### Esordi
Apprendista comico sulle pedane dei club, Paolo Rossi esordisce come attore nel 1978 in Histoire du soldat, opera da camera, da leggere, recitare e danzare, capolavoro del compositore russo Igor' Fëdorovič Stravinskij, su libretto in francese di Charles-Ferdinand Ramuz, rappresentato per la prima volta nel 1918 al Teatro del Casinò di Losanna e in Italia, rappresentato alla Scala di Milano, per la regia di Dario Fo. La trama è simile ad un piccolo Faust: un militare in licenza scambia col demonio il proprio violino (che simboleggia l'anima), in cambio di un libro che dà la ricchezza. Lo stile della musica ha un carattere eclettico e cosmopolita, con influssi jazzistici: ragtime nordamericano, valzer viennese, tango argentino, si affiancano al motivo conduttore (leitmotiv) del soldato, l'unico che conserva un tono russo.
Con la compagnia del Teatro dell'Elfo, nel 1983, è fra gli interpreti di Nemico di Classe di Nigel Williams, diretto da Elio De Capitani. Nemico di classe è un grido di avvertimento verso la violenza demenziale, il razzismo, l'ignoranza di un ragazzino di periferia che ha come esempio la stessa ignoranza di alcuni uomini politici del paese. La primissima apparizione televisiva la si deve al film TV Una Favola Spinta del regista Guido Tosi, in coppia con l'amico e collega nella compagnia del Teatro dell'Elfo Claudio Bisio, girato negli ultimi mesi del 1983 ed andato in onda nel 1984 su Rai 2 nel ciclo "Tre Storie Milanesi". 
In teatro Paolo Rossi prosegue tra il 1984, il 1985 e il 1986 il suo rapporto professionale con il Teatro dell'Elfo, prima con Amanti, regia di Gabriele Salvatores. Poi con uno spettacolo di Trevor Griffiths, Comedians, adattato da Gino e Michele e da Gabriele Salvatores stesso, che ne cura anche la regia. In quegli anni veste poi i panni di Ariel ne La tempesta, con Carlo Cecchi. Nella seconda metà degli anni ottanta è tra i protagonisti dei film di Carlo Vanzina Via Montenapoleone (1986) e Montecarlo Gran Casinò (1987): nel primo interpreta uno yuppie rampante mentre nel secondo è un baro che spalleggia Ezio Greggio. 
Presto emerge il suo personale modo di fare teatro: si produce in Recital, scritto con Gino e Michele e Chiamatemi Kowalski, scritto sempre con Gino e Michele e con David Riondino, che ne è anche co-interprete, per la regia di Gabriele Salvatores. Inoltre porta in scena The Times They Are a-Changin …Un'altra Volta …Again!, cui seguono spettacoli dalla struttura originale, definiti dalla critica "antimusical sociali", tutti con la regia di Giampiero Solari: tra questi, Le Visioni di Mortimer (1988); La Commedia da due lire (1990), esperienza di rilettura di un particolarissimo classico come L'opera del Mendicante di John Gay. Torna al teatro soprattutto di parola con C'è quel che c'è e Operaccia Romantica del 1991, entrambi scritti con Gino e Michele e sempre con la regia di Giampiero Solari, con cui Rossi offre un quadro irriverente e in chiave fortemente satirica dell'Italia contemporanea. Nel 1993 interpreta Pop & Rebelot e va in scena all'XI Festival di Asti con Jubilaum di Tabori.
È del 1994 la sua personale rilettura della storia di Milano dal 1963 al 1994, con lo spettacolo Milanon Milanin, allestito al Teatro Lirico, coautori principali Gino e Michele e sempre con la regia di Giampiero Solari. In quegli anni, dal 1986 in avanti, Paolo Rossi, con un gruppo di comici e attori come Claudio Bisio e Silvio Orlando, partecipa artisticamente alla nascita e al successo del teatro cabaret Zelig, aperto da Giancarlo Bozzo e Gino e Michele, destinato a divenire un punto di riferimento nazionale, fino a approdare, dieci anni dopo, alla televisione.

### Esperienza televisiva

Paolo Rossi in uno spettacolo al centro sociale Leoncavallo il 30 settembre 1993

Anche il vasto pubblico delle platee televisive ha nel frattempo occasione di conoscerlo. La sua prima "avventura" sul piccolo schermo viene costruita dallo stesso Paolo Rossi con Gino e Michele per volere di Angelo Guglielmi, direttore di Rai 3, nel 1992. Si tratta di Su la testa! trasmissione destinata a diventare cult. Affiancato da Lucia Vasini (compagna di vita per molti anni e partner dei suoi primi spettacoli teatrali) e Cochi Ponzoni, Su la testa! ha il merito di proporre al grande pubblico, tra gli altri, personaggi come Aldo, Giovanni e Giacomo, Antonio Albanese, Maurizio Milani e Antonio Cornacchione, che vedono proprio da allora nascere la loro popolarità. Nel 1994 Paolo Rossi partecipa al Festival di Sanremo cantando la canzone I soliti accordi in coppia con Enzo Jannacci. Il brano si piazza al sesto posto.
Nel 1994-95 conduce su Rai 3, insieme a Piero Chiambretti, la trasmissione Il laureato. Il programma si svolgeva davanti a un pubblico di studenti, in alcune università italiane: nel corso di ogni puntata intervenivano diversi ospiti a tenere "lezioni", tra cui Dario Fo, Michele Serra, Gianni Minà, Paolo Villaggio, Gabriele Salvatores, Oliviero Toscani, Dario Argento, Vanna Marchi ed altri. Numerosi anche gli ospiti musicali, come Francesco Guccini, Patty Pravo e Gianna Nannini. 
Nel 1997-98 conduce il fortunato Scatafascio, in onda su Italia 1, sempre scritta con Gino e Michele, cui sono invitati vari altri attori e comici; coadiuva la conduzione, con nuovo ruolo e nuova personalità rispetto al passato, l'allora modella Natasha Stefanenko. Numerose sono anche le presenze di Paolo Rossi nel programma della Gialappa's Band Mai dire Gol su Italia 1 dal 1993 al 1998.
A partire dalla stagione televisiva 2005-06 è spesso ospite di Che tempo che fa, programma di approfondimento basato sull'attualità, in onda su Rai 3 e condotto da Fabio Fazio e del parallelo Vieni via con me. Rossi partecipa alla trasmissione con varie modalità, sia facendosi intervistare dal conduttore sia esibendosi in numeri di satira teatrale, sia recitando testi classici legati in qualche modo alle vicende legate all'attualità. È stato ospite della puntata del 10 marzo 2011 del programma Rai 3 Parla con me, intervistato da Serena Dandini e Dario Vergassola.
Inoltre, approda a Sky con lo show Confessioni di un cabarettista di m. in onda su Sky Uno.

### Esperienza teatrale
Il 1995 è un anno importante per l'attore: idea e mette in scena con Gino e Michele e con Riccardo Piferi (suo coautore anche in diversi altri lavori) Il circo di Paolo Rossi, spettacolo itinerante che si sposta con una carovana e una serie di tendoni per tutta l'Italia (100 repliche in due stagioni), col suo gruppo di 18 tra musicisti e attori/mimi (tra cui i prepotentemente emergenti Aldo Giovanni e Giacomo). In seguito Rossi si è concentrato nel suo personale rapporto con i classici per narrare meglio il mondo contemporaneo: amati dalla critica ma soprattutto da un pubblico ampio e vario (da quello tradizionale delle stagioni in abbonamento fino a quello che si avvicina al teatro proprio per la curiosità suscitata da Rossi), ecco dunque Rabelais (1996), liberamente tratto dal Gargantua e Pantagruel di François Rabelais; l'originale Romeo & Juliet - Serata di delirio organizzato (1998), dove il pubblico, chiamato ad agire all'interno della rappresentazione, diventa senza possibilità di scampo parte integrante dello spettacolo; o, infine, Questa Sera si Recita Molière - Dramma da ridere in due atti (2003), in cui Rossi veicola forti riferimenti all'attualità all'interno di un'antica recita di guitti della commedia dell'arte, che rielaborano a modo loro scene tratte da una commedia di Molière.
Nel 2001, inoltre, scrive, dirige e interpreta Storie per un delirio organizzato, sorta di "laboratorio continuo" in cui coinvolgere il pubblico narrando storie di vario tipo: perché il pubblico, per lui, è e deve mantenersi vivo e partecipe anche quando assiste ad uno spettacolo. Nelle due stagioni teatrali 2002-03 e 2003-04 Paolo Rossi ha portato al pubblico in una lunga tournée seguita da oltre 150 000 spettatori la sua creazione Il signor Rossi e la Costituzione - Adunata Popolare di Delirio Organizzato, in cui affronta i temi della coscienza civica e politica del paese con energia "comica", appoggiandosi ai classici greci che parlano della tirannia, o al testo stesso della Costituzione italiana. Il viaggio teatrale di Rossi nella coscienza civile, politica e sociale dell'Italia contemporanea è proseguito nella stagione 2004/05 allargando lo sguardo verso il mondo, verso le altre culture e tradizioni. Da qui nasce Il signor Rossi contro l'Impero del male, progetto multiculturale a cui ha contribuito un cast di artisti italiani e internazionali provenienti dalle più diverse esperienze sceniche. Non a caso a curarne le musiche è stato Franco Battiato, da tempo sperimentatore dei contatti tra le culture più lontane.

### Attività recenti
Nel 2007 partecipa al 57º Festival di Sanremo con il brano inedito di Rino Gaetano In Italia si sta male (si sta bene anzichenò). La canzone viene apprezzata dalla critica. Alla fine della manifestazione si classifica dopo le prime 10 canzoni. Per la stagione teatrale 2008 nasce uno spettacolo: Ubu Re d'Italia, liberamente ispirato a Ubu re di Alfred Jarry, un capolavoro del Surrealismo, maschera grottesca e arrogante del potere, che interpreta i giorni contemporanei, denuncia la stupidità di una società culturale e politica vuota. Già rappresentato e recensito al Palavobis di Milano da Dario Fo, doveva andare in scena a Parma dal 28 al 30 gennaio 2008 al Teatro Valli, a Padova, sul palco de La Città del Teatro di Cascina (Pisa), al Teatro Ambra Jovinelli di Roma e in teatri di altre città italiane, ma viene sospeso e rinviato per motivi di salute.
Dal 2008 collabora con la compagnia Babygang, con la quale porta avanti un progetto sul teatro popolare. Dal 2010 collabora con il centro teatrale La Corte Ospitale di Rubiera che produce Il Mistero buffo nella versione pop 2.0 (debutto 2010); Serata del Disonore (debutto estate 2010); L'amore è un cane blu - la conquista dell'Est (debutto novembre 2012). Nel 2010 è candidato in Lombardia al Consiglio Regionale per la Federazione della Sinistra. Ha poi affermato: «L'ho fatto per un amico, Vittorio Agnoletto. Non sono comunista, al più anarchico. E la mattina delle elezioni sono rimasto a casa. Credo di essere l'unico candidato che non si è votato.» (dal Corriere della sera del 15 aprile 2010). Il 17 febbraio 2012 ha duettato con Samuele Bersani durante la quarta serata del 62º Festival di Sanremo, con la canzone in gara Un pallone.
Il 14 maggio 2012 ha partecipato con un intervento alla trasmissione Quello che (non) ho condotta da Fabio Fazio su LA7. Nel 2015 viene premiato con la "Targa Graffio - Musica da Bere" che ritira venerdì 8 maggio durante la manifestazione, che si svolge al Teatro CTM di Rezzato. Il 9 febbraio 2018 partecipa al 68º Festival di Sanremo duettando con il gruppo musicale Lo Stato Sociale, con la canzone in gara Una vita in vacanza.
L'8 settembre 2023, con Paolo Jannacci e il regista Giorgio Verdelli, è all'80ª Mostra Internazionale d'arte cinematografica di Venezia per la presentazione del docufilm Enzo Jannacci - Vengo anch'io, dove lui e altri artisti raccontano momenti di vita trascorsi con Enzo Jannacci. Il docufilm sarà al cinema per tre giorni dall'11 al 13 settembre 2023.
Alle elezioni europee del 2024 è candidato con la lista Pace Terra Dignità, fondata da Michele Santoro, nelle circoscrizioni Italia nord-occidentale e nord-orientale. Ottiene circa 4.100 voti di preferenza, senza risultare eletto in quanto la lista non supera la soglia di sbarramento.

## Censure

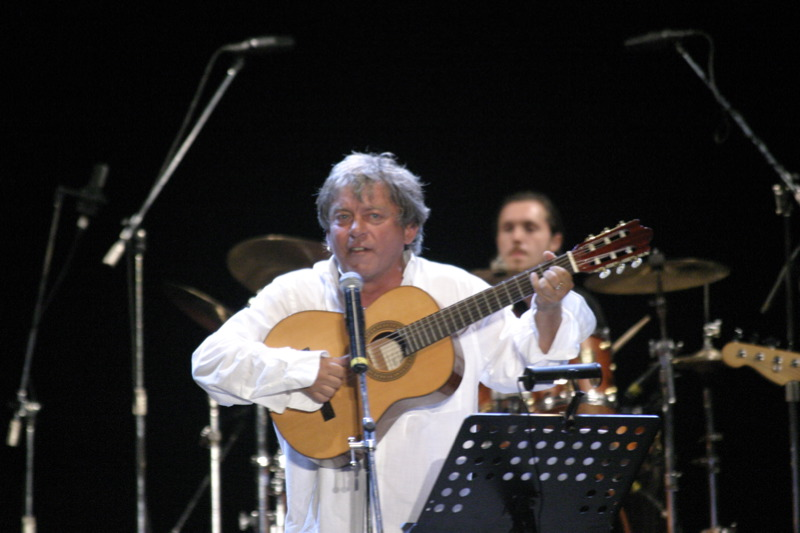
Paolo Rossi alla chitarra nel 2007

Nel 2003, invitato da Paolo Bonolis a Domenica in su Rai 1, Rossi scelse di recitare il famoso discorso di Pericle sulla democrazia nella città di Atene, rielaborando (pur rimanendo in gran parte fedele al contenuto originario) quello riportato dallo storico Tucidide nell'opera del V secolo a.C. La guerra del Peloponneso; il testo non piacque al direttore Fabrizio Del Noce perché troppo forte. Il funzionario propose a Paolo Rossi di partecipare al programma lo stesso, senza pronunciare il discorso di Pericle, troppo attuale nel 2003, ma il comico non accettò. Una parte del monologo di Paolo Rossi recitava:
Il monologo è stato recitato nella sua versione integrale il 17 febbraio 2023 a Propaganda Live su La7.
È molto diffusa la credenza che quello recitato da Paolo Rossi sia la riproposizione fedele del testo di Tucidide. Ciò è falso, in quanto il monologo dell'attore è una versione, seppur nei contenuti piuttosto fedele, sintetizzata e rielaborata. In particolare l'anaforico "Qui ad Atene noi facciamo così" non trova riscontro nel testo originario così come la frase "in nessun caso si avvale delle pubbliche cariche per risolvere le questioni private". Tucidide scrive semplicemente "Riuniamo in noi la cura degli affari pubblici insieme a quella degli affari privati, e se anche ci dedichiamo ad altre attività, pure non manca in noi la conoscenza degli interessi pubblici".
Altra censura fu la sospensione della messa in onda della seconda parte dello spettacolo teatrale Questa sera si recita Molière, la satira di un ciarlatano che cura tutti i mali con un liquido da bere e si arricchisce alle spalle del popolino che crede in lui. La medicina, nella commedia da ridere di Molière, è una metafora del potere politico, attuato da persone bugiarde e prive di scrupoli, che approfittano dell'ignoranza dei loro fedeli, per perseguire i propri luridi interessi e arricchirsi sempre di più. Rossi commentò così la notizia:
Dopo il successo del primo atto, andato in onda su Rai 2 a tarda notte, riscuotendo il risultato in termini di ascolto di 1 000 000 di telespettatori, il secondo atto non venne mandato in onda, perché il direttore Massimo Ferrario, avendo contato ben dieci parolacce, decise che il linguaggio scurrile non era compatibile con il buon costume dei programmi televisivi.

## Filmografia
- La donna del traghetto, regia di Amedeo Fago (1986)
- La coda del diavolo, regia di Giorgio Treves (1986)
- Montecarlo Gran Casinò, regia di Carlo Vanzina (1987)
- Kamikazen - Ultima notte a Milano, regia di Gabriele Salvatores (1987)
- Via Montenapoleone, regia di Carlo Vanzina (1987)
- I cammelli, regia di Giuseppe Bertolucci (1988)
- Musica per vecchi animali, regia di Umberto Angelucci e Stefano Benni (1989)
- Silenzio... si nasce, regia di Giovanni Veronesi (1996)
- I paladini della Santa Provvidenza, regia di Gianluca Sodaro (1997)
- Nirvana, regia di Gabriele Salvatores (1997)
- L'erba proibita, regia di Daniele Mazzocca e Cristiano Bortone (2002) - documentario
- Beket, regia di Davide Manuli (2008)
- Niente Paura, regia di Piergiorgio Gay (2010) - documentario
- RCL - Ridotte Capacità Lavorative, regia di Massimiliano Carboni (2010)
- Benvenuti al Nord, regia di Luca Miniero (2012)
- In ritardo, regia di Franz Laganà (2014) - cortometraggio
- Poveri ma ricchissimi, regia di Fausto Brizzi (2017)
- Si muore tutti democristiani, regia de Il Terzo Segreto di Satira (2017)
- La mia banda suona il pop, regia di Fausto Brizzi (2020)
- Volevo nascondermi, regia di Giorgio Diritti (2020)
- Appunti di un venditore di donne, regia di Fabio Resinaro (2021)
- Acqua e anice, regia di Corrado Ceron (2022)
- Enzo Jannacci - Vengo anch'io, regia di Giorgio Verdelli - docufilm (2023) - se stesso
- Gloria!, regia di Margherita Vicario (2024)
- L'invenzione di noi due, regia di Corrado Ceron (2024)

## Teatro
- Histoire du Soldat, regia di Dario Fo (1979-1980)
- Nemico di classe, regia di Elio De Capitani (1981-1982)
- Amanti, regia di Gabriele Salvatores (1984-1985)
- La tempesta, regia di C. Cecchi (1985)
- Comedians, regia di Gabriele Salvatores (1985-1986)
- Chiamatemi Kowalski, regia di Gabriele Salvatores (1987)
- Le visioni di Mortimer, regia di Giampiero Solari (1988)
- La Commedia da due lire, regia di Giampiero Solari (1990)
- Aspettando Godot di Samuel Beckett, regia di Giorgio Gaber e Enzo Jannacci (1990)
- C'è quel che c'è, regia di Giampiero Solari (1991)
- Operaccia Romantica, regia di Giampiero Solari (1991-1992)
- Pop & Rebelot, regia di Giampiero Solari (1993-1994)
- Il Circo di Paolo Rossi, regia di Giampiero Solari (1995-1996)
- Rabelais, regia di Giampiero Solari (1996-1997-1998)
- Romeo & Juliet, serata di delirio organizzato, regia di Paolo Rossi e Riccardo Piferi (1999-2000-2001)
- Storie per un delirio organizzato, regia di Paolo Rossi (2001-2002)
- Questa sera si recita Moliére, regia di Paolo Rossi (2002)
- Il Signor Rossi e la Costituzione, adunata popolare di delirio organizzato, regia di Paolo Rossi, co-regia di Maria Consagra (2003-2004)
- Il Signor Rossi contro l'Impero del male, regia di Paolo Rossi (2004-2005)
- Chiamatemi Kowalski... il ritorno, regia di Paolo Rossi (2006)
- Ubu Re d'Italia, regia di Paolo Rossi (spettacolo mai andato in scena) (2007)
- Sulla strada ancora, regia di Renato Sarti (2008)
- D'ora in poi, regia di Carolina De La Calle Casanova, produzione Babygang (2009)
- La cimice, regia di Serena Sinigaglia, produzione Piccolo Teatro di Milano - Teatro d'Europa (2009)
- Il Mistero Buffo nella versione pop 2.0 Archiviato il 10 ottobre 2013 in Internet Archive. di e con Paolo Rossi, regia di Carolina De La Calle Casanova, produzione La Corte Ospitale (2010)
- Povera gente, regia di Paolo Rossi, testo di Carolina De La Calle Casanova e gli attori della compagnia del Teatro Popolare, ispirato da El Nost Milan di Carlo Bertolazzi[26] (2010-2011)
- L'AMORE È UN CANE BLU - la conquista dell'Est Archiviato il 13 dicembre 2013 in Internet Archive. di e con Paolo Rossi, produzione La Corte Ospitale (2012)
- Da questa sera si recita a soggetto, regia di Paolo Rossi (2023-2024)

## Programmi televisivi
- 1982 - Popcorn (Canale 5)
- 1992 - Su la testa! (Rai 3)
- 1994-95 - Il Laureato (Rai 3)
- 1997-98 - Scatafascio (Italia 1)
- 2005-09 - Che tempo che fa (Rai 3)
- 2010 - Vieni via con me (Rai 3)
- 2011 - Parla con me (Rai 3)
- 2012 - Festival di Sanremo (Rai 1)
- 2012 - Confessioni di un cabarettista di m. (Sky Uno)

### Doppiaggio
- Butt-head in Beavis and Butt-head (st. 1-3 e una parte della 5 e 6)

## Opere
- Monologhi, Roma, Gremese, 1989.
- Si fa presto a dire pirla: monologhi, Milano, Baldini & Castoldi, 1992.
- Era meglio morire da piccoli: nuovi monologhi, Milano, Baldini & Castoldi, 1995.
- Il signor Rossi e la Costituzione, Milano, Kowalski, 2003.
- La commedia è finita!, Milano, Elèuthera, 2010.
- Mamma mia il blog!, Varese, Macchione, 2011.
- Meglio dal vivo che dal morto, Milano, Solferino, 2021.
- Georgia Rossi e Paolo Rossi, Chissà se è vero: storia forse apocrifa della nostra famiglia, Milano, Solferino, 2023.

## Discografia
- 1993 – Canzonacce (dal night a Shakespeare)
- 1994 – Hammamet e altre storie (con la partecipazione di Vinicio Capossela); partecipa al Festival di Sanremo con Enzo Jannacci con il brano I soliti accordi
- 1996 – Partecipa alla realizzazione del disco La grande famiglia dei Modena City Ramblers, nelle canzoni Clan Banlieue, La fola del Magalas e Le lucertole del folk
- 2003 – Partecipa alla realizzazione del disco Pace e Male dei Têtes de Bois nella canzone Io sono allegro
- 2005 – Partecipa alla realizzazione del disco Appunti partigiani dei Modena City Ramblers, nelle canzoni Spara Jurij (dei CCCP) e Viva l'Italia (di Francesco De Gregori)
- 2007 – In Italia si sta male (si sta bene anziché no)... e altre storie, contenente In Italia si sta male (si sta bene anziché no), inedito di Rino Gaetano presentato al Festival di Sanremo
- 2007 – Partecipa al progetto Avanti Pop dei Têtes de Bois cantando nel brano Proposta dei Giganti. Una registrazione live di questo brano è inclusa nell'album omonimo
- 2009 – Partecipa assieme a Fiorella Mannoia alla realizzazione della canzone Il Gigante dei Rio
- 2018 – Partecipa insieme a Lo Stato Sociale e il Coro dell'antoniano alla quarta serata del Festival di Sanremo con il brano Una vita in vacanza.